# Васильев, Павел Семёнович
Павел Семёнович Васильев (1834—1904) — русский художник по стеклу и мозаичист, академик мозаики Императорской Академии художеств.

## Биография
Родился 29 октября (10 ноября) 1834 года в семье Семёна Васильевича Васильева (1803—1875).
Учился в школе Императорского стеклянного завода у А. Ф. Перница. Получил от Императорской Академии художеств звание неклассного художника по живописи на стекле (1861). С 1862 года начал заниматься мозаикой.
Получил по этой отрасли искусства звание классного художника 3-й степени (1868) за участие в исполнении фамильного образа с правой стороны в Исаакиевском соборе и за мозаичный образ Св. Архангела Михаила для Михайловской часовни в Вильно. Присуждено звание классного художника 2-й степени (1869) за руки, следки и драпировку на образе Христа Спасителя для усыпальницы князя Пожарского в Суздале. Получил звание классного художника 1-й степени за исполнение мозаичного образа «Положение во гроб» для малого иконостаса Исаакиевского собора.
За мозаику «Положение во гроб» мозаичному отделению Академии художеств была присуждена золотая медаль на Всемирной выставке в Париже в 1878 году. Звание академика он получил в 1877 году за исполнение группы ангелов в образе св. евангелиста Иоанна.
Умер 25 апреля (8 мая) 1904 года.

## Семья
Женился в 1864 году на дочери ямщика Анастасии Александровне Рогачевской. В 1867 году у них родилась дочь Мария.
В 1886 году женился второй раз, на Дарье Васильевне — Суриной, по второму мужу.